# Irouléguy
Irouléguy – miejscowość i gmina we Francji, w regionie Nowa Akwitania, w departamencie Pireneje Atlantyckie.
Według danych na rok 1990 gminę zamieszkiwało 240 osób, a gęstość zaludnienia wynosiła 26 osób/km² (wśród 2290 gmin Akwitanii Irouléguy plasuje się na 938. miejscu pod względem liczby ludności, natomiast pod względem powierzchni na miejscu 1119.).